# Hyophila ochracea
Hyophila ochracea är en bladmossart som beskrevs av Brotherus 1924. Hyophila ochracea ingår i släktet Hyophila och familjen Pottiaceae. Inga underarter finns listade i Catalogue of Life.